# Karl Rousselet
Karl Rousselet (* 13. Juni 1807 in Friedrichsdorf; † 18. Dezember 1869 ebenda) war ein deutscher Fabrikant und Abgeordneter.
Rousselet war der Sohn des Fabrikanten und Friedrichsdorfer Bürgermeisters Abraham Rousselet (* 27. Juli 1765 in Friedrichsdorf; † 8. August 1846 ebenda) und dessen Ehefrau Philippine geborene Hessemer (* 16. Dezember 1768 in Friedrichsdorf; † 26. April 1847 ebenda). Rousselet, der evangelischer Konfession war, heiratete am 29. August 1839 in Friedrichsdorf Anna Maria geborene Velte (* 8. Juli 1805 in Wehrheim; † 10. Oktober 1879 in Friedrichsdorf).
Rousselet lebte als Fabrikant in Friedrichsdorf (Hutfabrik Rousselet). Er wurde 1848 für den Wahlkreis Friedrichsdorf, Gonzenheim, Dornholzhausen in den Landtag von Hessen-Homburg gewählt.